# Ursula Jakob
Ursula Jakob (* 20. Februar 1964 in Landau an der Isar) ist eine deutsche Biologin und Hochschullehrerin an der University of Michigan.

## Leben und Wirken
Jakob studierte ab 1986 Biologie an der Universität Regensburg, wo sie 1991 ihr Diplom erwarb. Nach einer einjährigen Tätigkeit als Gastwissenschaftlerin an der Universität München widmete sie sich ab 1991 am biophysikalischen und physisch‐biochemischen Institut der Universität Regensburg ihrer Promotion. 1995 wurde sie mit summa cum laude zur Dr. rer. nat. promoviert. Anschließend trat sie, gefördert von der DFG, eine Stellung als Postdoktorandin an der University of Michigan an. Dort wurde sie 1999 wissenschaftliche Assistentin und 2001 Assistenzprofessorin am Department of Molecular, Cellular and Developmental Biology. 2007 stieg sie zur außerordentlichen Professorin für Zell- und Entwicklungsbiologie auf, ab 2010 unterrichtete sie auch an der Medical School. Seit 2011 ist sie dort Professorin, seit 2014 Patricia S. Yaeger Collegiate Professorin. Im selben Jahr wurde sie zum korrespondierenden Mitglied der Bayerischen Akademie der Wissenschaften gewählt. Von 2017 bis 2022 war sie Mitherausgeberin der Fachzeitschrift Journal of Biological Chemistry. 2020 wurde Jakob zum Mitglied in die Deutsche Akademie der Naturforscher Leopoldina gewählt.

## Forschung
Jakobs Forschungsschwerpunkte liegen im Grenzbereich zwischen Biochemie und Biophysik. Hier widmet sie sich vor allem der Reaktion von Organismen auf natürlich vorkommende Stressfaktoren wie erhöhte Temperaturen oder reaktive Sauerstoffspezies (ROS). Insbesondere konzentriert sie sich auf die Identifikation von bakteriellen oder parasitären Proteinen, die diese vom Wirt ausgehenden Stresszustände bemerken und auf sie mit einer Veränderung der Genausprägung oder dem Freisetzen von stressspezifischen Chaperonen reagieren können. So soll die Anfälligkeit von Bakterien für die körpereigene Immunantwort erhöht werden.
Darüber hinaus befasst sich Jakob mit der Rolle von physiologisch während des Alterns oder bei altersbedingten Krankheiten auftretenden ROS-Varianten. Durch ihre Forschung konnte sie nachweisen, dass insbesondere in ihrer Frühphase natürliche Varianten von ROS vorteilhafte Effekte für die Lebenserwartung und gegen altersbedingte Krankheiten haben. Ihr Labor entdeckte diesen grundlegenden Mechanismus, indem es demonstrierte, dass die epigenetische Landschaft redox-kontrolliert ist und dass frühe ROS-Anhäufungen fortdauernde und tendenziell generationenübergreifende Auswirkungen haben.